# Interstellar Mapping and Acceleration Probe
Interstellar Mapping and Acceleration Probe (IMAP) — автоматическая межпланетная станция для изучения Солнца, которая будет одновременно исследовать две важные и связанные научные темы в гелиосфере: ускорение заряженных частиц и взаимодействие солнечного ветра с межзвездной средой. В 2018 году НАСА выбрало команду во главе с Дэвидом Маккомасом из Принстонского университета для реализации миссии, запуск которой в настоящее время запланирован не ранее сентября 2025 года. IMAP будет располагаться на орбите вокруг точки Лагранжа L1 Солнце-Земля с научной нагрузкой из десяти приборов. IMAP также будет непрерывно транслировать данные в режиме реального времени, которые могут быть использованы для прогнозирования космической погоды.
Это пятая миссия, выбранная в рамках программы изучения Солнца с АМС, после TIMED, Hinode, STEREO и MMS.

## О миссии
После запуска аппарату потребуется несколько месяцев, чтобы пройти расстояние около 1 500 000 км от Земли к Солнцу к точке Лагранжа (L1). Затем IMAP будет использовать двигательную установку для выхода на орбиту Лиссажу примерно 10° x 5° вокруг L1, очень похожую на орбиту Advanced Composition Explorer (ACE). Основная задача аппарата рассчитана на 3 года, но сам аппарат и его составляющие рассчитаны на срок службы более 5 лет.